# Ned Kelly (film, 2003)
Pour les articles homonymes, voir Kelly.
Pour le film de 1970, voir Ned Kelly (film, 1970).
Pour plus de détails, voir Fiche technique et Distribution.
Ned Kelly est un film franco--américano-britannico-australien réalisé par Gregor Jordan, sorti en 2003, basé en partie sur l'histoire vraie de la vie de Ned Kelly.

## Synopsis
Né en 1855, Ned Kelly devient l'ennemi public numéro un en Australie après avoir tiré sur un policier qui appréhendait son frère Dan. Avec ce dernier et deux autres complices, il fonde un gang qui sème le trouble de 1878 à 1880. Ned Kelly se distingue des autres bandits par son accoutrement quelque peu original : il porte une armure « faite maison », qui lui sert de gilet pare-balles, ainsi qu'un heaume de chevalier fabriqué par ses soins. Par ailleurs, comme Robin des Bois, il vole uniquement les riches pour donner aux pauvres.

## Fiche technique
- Titre : Ned Kelly
- Réalisation : Gregor Jordan
- Scénario : John Michael McDonagh basé sur le roman Our Sunshine de Robert Drewe
- Production : Nelson Woss, Lynda House, Liza Chasin (en), Debra Hayward et Robert Drewe
- Producteurs exécutifs : Tim Bevan, Eric Fellner, Timothy White et Catherine Bishop
- Musique : Klaus Badelt et Bernard Fanning
  - Musique additionnelle : Ramin Djawadi et Geoff Zanelli
  - Orchestration : Blake Neely et Bruce Fowler
- Photographie : Oliver Stapleton
- Montage : Jon Gregory
- Sociétés de production : Australian Film Finance Corporation, Endymion Films, Studio Canal, Australian Film Commission, WTA, Working Title Films et Woss Group Film Productions
- Sociétés de distribution : Universal Pictures  Australie, Focus Features  États-Unis
- Genre : Biopic, film de gangsters, historique et meat pie western
- Pays d'origine :  Australie,  Royaume-Uni,  États-Unis,  France
- Langue : anglais
- Durée : 110 minutes
- Format : DTS | Dolby Digital - couleurs (Cinevex) - 2.35 : 1 - 35 mm - Super 35
- Dates de sortie :  
  -  Australie : 27 mars 2003
  -  Royaume-Uni : 26 septembre 2003
  -  États-Unis : 26 mars 2004
  -  Canada : 8 juin 2004 (sortie DVD)

## Distribution
- Heath Ledger (VFB : Arnaud Léonard) : Ned Kelly
- Orlando Bloom (VFB : Sébastien Hébrant) : Joseph Byrne
- Naomi Watts (VFB : Guylaine Gibert) : Julia Cook
- Geoffrey Rush : le superintendant Francis Hare
- Joel Edgerton (VFB : Frederik Haùgness) : Aaron Sherritt
- Laurence Kinlan (VFB : Alexandre Crépet) : Dan Kelly
- Philip Barantini : Steve Hart
- Kerry Condon : Kate Kelly
- Kris McQuade : Ellen Kelly
- Emily Browning : Grace Kelly
- Kiri Paramore : l'agent Fitzpatrick
- Rachel Griffiths : Susan Scott
- Geoff Morrell : Robert Scott
- Bud Tingwell : Graham Berry
- Saskia Burmeister : Jane Jones
- Peter Phelps : l'agent Lonigan
- Brooke Harman : Maggie
- Jonathan Hardy : le "Grand" Orlando
- Jerome Ehlers et Robert Taylor : des policiers protégeant Sherritt
- Bernard Fanning : le chanteur irlandais
- Damian Walshe-Howling : un policier à Glenrowan
- David Ngoombujarra : l'indigène